# Aldo Festante
Aldo Festante (Capua, 23 maggio 2000) è un pilota automobilistico italiano di origini canadesi che gareggia nel campionato Porsche Carrera Cup Italia.

## Carriera

### Karting
Nel 2010 si cimenta nella disciplina del karting, disputando le prime gare nella categoria KF4 durante il 2011.
A partire dal 2012 compete nella categoria KF3, fino all'anno 2014.

### F4
Dopo una piccola parentesi in KF2, Festante prende parte al Supercorso Federale ACI Sport Settore Velocità nel novembre 2015 e viste le performance decide di passare alle monoposto.
Nel 2016 prende parte al campionato Italian F4 Championship Powered by Abarth, andando a punti in un'occasione.
Nel 2017 corre contemporaneamente nel campionato F4 Francese e nel campionato F4 italiano, salendo sul terzo gradino del podio sul circuito di Vallelunga.

### Euroformula Open
Nel 2018 Festante esordisce nella categoria Formula 3, correndo nel campionato Euroformula Open 2018, come unico pilota italiano presente nella competizione. Dopo aver disputato i primi appuntamenti con il team RP Motorsport, passa al team Fortec a partire dal terzo weekend di gara.
L'avventura da Fortec dura solo due gare e per la seconda metà di campionato Festante si accasa da Teo Martin Motorsport, con cui ottiene risultati convincenti e conclude il campionato al terzo posto nella classifica rookie. L'anno dopo il pilota italiano conferma l'avventura col team di Madrid in Euroformula Open, disputando sei delle nove tappe previste nel campionato, per poi passare alle vetture a ruote coperte per il finale di stagione.

### Porsche Carrera Cup
Festante disputa gli ultimi tre round della Porsche Carrera Cup Italia 2019, ottenendo ottimi risultati e confermando la presenza per la stagione 2020.
Nel 2020, Festante prende parte alla Porsche Carrera Cup Italia ed al Gt Cup Open Europe.
In Carrera Cup Italia conclude quarto assoluto conquistando una pole position, tre podi, tra cui una vittoria, e la nomination da parte dello Scholarship Programme per partecipare all'International Shootout 2020, poi annullato a causa della pandemia. 
Nel Gt Cup Open Europe, Festante si laurea campione vincendo otto gare sulle dieci disputate, con un podio ed un ritiro nelle altre due.
Il 2021 è un anno di transizione per il veloce pilota campano, fortemente influenzato dalla pandemia che ne pregiudica l’ottenimento dei risultati auspicati. Come molti tra gli sportivi d’elite a livello internazionale, Festante contrae il Covid poche settimane prima dell’inizio del campionato, purtroppo in una forma molto severa che ne penalizza fortemente le capacità di offrire performance all’altezza dei suoi standard abituali. La stagione in realtà si trasforma in un periodo di recupero attivo, ma regala poche soddisfazioni con il Team Ombra, eccezion fatta per una serie notevolissima di giri veloci in gara, di fatti Aldo si conferma il pilota con più giri veloci nella stagione, ben quattro.
Nel 2022, proprio le esaltanti prestazioni velocistiche fornite da Aldo, inducono il Team Raptor Engineering, compagine modenese emergente, ad assicurarsene le prestazioni per lanciare la sfida al campionato Porsche Carrera Cup Italia 2022. La scelta è strategica per il team, perché vede l’esordio del nuovo modello della casa di Stoccarda, ancora più sicuro, evoluto e prestazionale rispetto a quello utilizzato sino al 2021. Il motore è il 6 cilindri boxer da 4 litri, che dai 485 prece denti innalza a 510 cavalli la potenza massima. Il cambio è sequenziale a 6 rapporti più rapido nei cambi di marcia. In generale, la tecnologia è spinta a livelli più elevati, mentre per l’impianto frenante non è più utilizzato il sistema ABS, rendendo l’auto ancora più selettiva da guidare: insomma, serve gente esperta per ottenere risultati.
Al volante della nuova Porsche 911 GT3 Cup, Aldo porterà la Raptor a conquistare la prima top 5 assoluta in gara a Misano e il maggior nume- ro di qualificazioni in Q2 nella storia del team.
Il 2023 vede due grosse novità per Aldo, che ha soddisfazione di venire ingaggiato dal team Dinamic Motorsport, team storico e plurititolato del Porsche Carrera Cup Italia e compagine di riferimento per il costruttore di Stoccarda nelle competizioni internazionali per vetture GT3. L’obiettivo, anzi gli obiettivi, sono molto ambiziosi: migliorare il quarto posto assoluto del 2020, accompagnandolo con l’esordio nelle competizioni internazionali al volante di vetture GT3.